# OBI
OBI este un lanț de magazine de bricolaj german înființat în anul 1970 și deține peste 523 magazine în Europa, dintre care 330 în Germania, iar restul în Austria, Elveția, Italia, Polonia, Cehia, Ungaria, Rusia și Slovenia. OBI aparține grupului Tengelmann, care a mai inclus și fosta companie de supermarketuri cu discount Plus.

## OBI în România
Compania a deschis primul magazin din România în 2008 și a avut șapte magazine, dintre care două în București și câte o unitate în Arad, Oradea, Pitești, Ploiești și Sibiu. 
Lanțul de magazine OBI s-a retras din România în anul 2014, iar 5 magazine au fost preluate de Jumbo, un lanț de magazine de jucării grecesc. Magazinul din zona Pallady, București a fost preluat de magazinul de mobilier Kika și cel din Sibiu de magazinul de bricolaj Hornbach.